# Pico Cão Grande
Il Pico Cão Grande è un iconico collo vulcanico situato a São Tomé e Príncipe.
Il rilievo, culminante a 663 metri d'altitudine, sorge sull'isola di São Tomé. È formato da roccia vulcanica solidificatasi all'interno della bocca di un antico vulcano poi cancellato dall'erosione. Il picco si erge di circa 370 metri sull'area circostante.